# Sant Feliu de Guíxols
Sant Feliu de Guíxols är en kommun (municipalitat) på Costa Brava i Katalonien, i nordöstra Spanien. Kommunen är granne till Castell-Platja d'Aro (med huvudorten Platja d'Aro). Palamós är den största tätorten i området.
Kommunens verksamhet organiseras utifrån tre olika delar, utifrån ledningen av kommunen. Dessa är den sociala verksamheten, kommunskötseln och hanteringen av ekonomin.